# Orden de Vytautas el Grande
La Orden de Vytautas el Grande es la más alta condecoración de Lituania. La otorga el Presidente de la República de Lituania a los ciudadanos lituanos o extranjeros por sus distinguidos servicios al Estado de Lituania.

## Historia
La Orden fue instituida en 1930 para conmemorar el 500 aniversario de la muerte del Gran Duque de Lituania Vytautas el Grande. Fue abolida durante el periodo soviético y restablecida en 1991 cuando Lituania volvió a ser independiente.

## Grados
La orden está dividida en 5 grados más uno especial 
| Grados en orden |                             |        |
| Rango           | Nombre                      | Cinta  |
| Especial        | Gran Cruz con Cadena de Oro | Ribbon |
| 1               | Gran Cruz                   | Ribbon |
| 2               | Gran Cruz de Comandante     | Ribbon |
| 3               | Cruz de Comandante          | Ribbon |
| 4               | Cruz de Oficial             | Ribbon |
| 5               | Cruz de Caballero           | Ribbon |

## Lista de condecorados con la Gran Cruz con Cadena de Oro
- Presidente de Lituania, Valdas Adamkus, condecorado el 26 de febrero de 2003
- Presidente de Lituania, Algirdas Brazauskas, condecorado el 3 de febrero de 2003
- Presidente de Lituania, Rolandas Paksas, condecorado el 25 de febrero de 2003
- Presidente del Consejo Supremo de Lituania, Vytautas Landsbergis, condecorado el 3 de febrero de 2003
- Presidente de Estonia, Arnold Rüütel, condecorado el 30 de septiembre de 2004
- Presidente de Alemania, Horst Köhler, condecorado el 19 de octubre de 2005
- Presidente de Polonia, Aleksander Kwaśniewski, condecorado el 2 de noviembre de 2005
- Presidente de Hungría, László Sólyom, condecorado el 7 de septiembre de 2006
- Presidente de Ucrania, Viktor Yushchenko, condecorado el 14 de noviembre de 2006
- Rey de España, Juan Carlos I, condecorado el 1 de junio de 2005
- Rey de Bélgica, Alberto II, condecorado el 16 de marzo de 2006
- Reina del Reino Unido, Isabel II, condecorada el 17 de octubre de 2006
- Emperador de Japón, Akihito, condecorado el 22 de mayo de 2007
- Presidente de Portugal, Aníbal Cavaco Silva, condecorado el 29 de mayo de 2007
- Presidente de Estonia, Toomas Hendrik Ilves, condecorado el 25 de abril de 2008
- Reina de los Países Bajos, Beatriz I, condecorada el 24 de junio de 2008
- Presidenta de Chile, Michelle Bachelet, condecorada el 9 de julio de 2008
- Presidente de Austria, Heinz Fischer, condecorado el 12 de marzo de 2009
- Presidente de Bulgaria, Gueorgui Parvanov, condecorado el 13 de marzo de 2009
- Presidente de Lituania, Dalia Grybauskaitė, condecorado el 12 de julio de 2009
- Presidente de Letonia, Valdis Zatlers, condecorado el 7 de febrero de 2011
- Rey de Noruega, Harald V, condecorado el 23 de marzo de 2011
- El expresidente de Polonia, Lech Wałęsa rechazó este premio el 6 de septiembre de 2011 como resultado de una supuesta discriminación por parte del gobierno lituano hacia la minoría polaca de Lituania.[3]
- Presidente de Finlandia, Sauli Niinistö, condecorado el 24 de abril de 2013
- Presidente de Alemania, Joachim Gauck, condecorado el 2 de julio de 2013
- Rey de Suecia, Carlos XVI, condecorado el 7 de octubre de 2015
- Rey de Países Bajos, Guillermo Alejandro I, condecorado el 13 de junio de 2018
- Presidente de Italia, Sergio Mattarella, condecorado el 5 de julio de 2018
- Presidente de Polonia, Andrzej Duda, condecorado el 21 de febrero de 2019
- Presidente de Lituania, Gitanas Nausėda, condecorado el 12 de julio de 2019
- Presidente de Ucrania, Volodymyr Zelensky, condecorado el 11 de marzo de 2022
- Presidente de Moldavia, Maia Sandu, condecorado el 6 de julio de 2022
- Rey de Bélgica, Felipe I, condecorado el 24 de octubre de 2022
- Presidente de los Estados Unidos Joe Biden, condecorado el 11 de julio de 2023